# Sandra Kleinová
Sandra Kleinová (née le 8 mai 1978 à Prague) est une joueuse de tennis tchèque, professionnelle d'octobre 1993 à 2007.
Junior, elle a été successivement championne tchèque des moins de douze, seize et dix-huit ans.
En 1997, issue des qualifications, elle a joué le 3e tour à l'Open d'Australie (battue par Chanda Rubin), sa meilleure performance en simple dans une épreuve du Grand Chelem.

## Palmarès

### Finale en simple dames
| No | Date       | Nom et lieu du tournoi      | Catégorie | Dotation  | Surface         | Vainqueure | Score    |          |
| -- | ---------- | --------------------------- | --------- | --------- | --------------- | ---------- | -------- | -------- |
| 1  | 11/09/1995 | TVA Cup Ladies Open, Nagoya | Tier IV   | 107 500 $ | Moquette (int.) | Linda Wild | 6-4, 6-2 | Parcours |

## Parcours en Grand Chelem

### En simple dames
| Année | Open d'Australie | Open d'Australie  | Internationaux de France | Internationaux de France | Wimbledon       | Wimbledon           | US Open         | US Open              |
| ----- | ---------------- | ----------------- | ------------------------ | ------------------------ | --------------- | ------------------- | --------------- | -------------------- |
| 1996  | 1er tour (1/64)  | Anke Huber        | -                        | -                        | -               | -                   | 1er tour (1/64) | Karin Kschwendt      |
| 1997  | 3e tour (1/16)   | Chanda Rubin      | 1er tour (1/64)          | Iva Majoli               | 1er tour (1/64) | Denisa Chládková    | 1er tour (1/64) | Mirjana Lučić        |
| 1998  | 1er tour (1/64)  | Virginia Ruano    | 1er tour (1/64)          | Katarína Studeníková     | 1er tour (1/64) | Jana Novotná        | 1er tour (1/64) | Evgenia Kulikovskaya |
| 1999  | 1er tour (1/64)  | Amanda Coetzer    | -                        | -                        | 1er tour (1/64) | Amanda Hopmans      | 1er tour (1/64) | Jane Chi             |
| 2000  | 1er tour (1/64)  | Conchita Martínez | 1er tour (1/64)          | Barbara Schett           | 1er tour (1/64) | Alicia Molik        | 2e tour (1/32)  | Anna Kournikova      |
| 2001  | -                | -                 | 1er tour (1/64)          | Jill Craybas             | 1er tour (1/64) | Elena Bovina        | -               | -                    |
| 2003  | -                | -                 | 2e tour (1/32)           | Ai Sugiyama              | 1er tour (1/64) | Cara Black          | -               | -                    |
| 2004  | 1er tour (1/64)  | Elena Bovina      | 1er tour (1/64)          | Émilie Loit              | 2e tour (1/32)  | Tamarine Tanasugarn | 1er tour (1/64) | Serena Williams      |

À droite du résultat, l’ultime adversaire.

### En double dames
N'a jamais participé à un tableau final.

## Parcours en Fed Cup
| #                                                                          | Date       | Lieu   | Surface      | Gagnante(s)     | Perdante(s)     | Score     |          |
|                                                                            |            |        |              |                 |                 |           |          |
| 1997 - 1/2 finale (groupe mondial) - République tchèque - Pays-Bas - 2 : 3 |            |        |              |                 |                 |           |          |
| 1                                                                          | 12/07/1997 | Prague | Terre (ext.) | Brenda Schultz  | Sandra Kleinová | 6-1, 7-65 | Parcours |
|                                                                            |            |        |              |                 |                 |           |          |
| 2002 - 1er tour (groupe mondial) - Croatie - République tchèque - 3 : 2    |            |        |              |                 |                 |           |          |
| 2                                                                          | 27/04/2002 | Bol    | Terre (ext.) | Jelena Kostanić | Sandra Kleinová | 7-61, 6-4 | Parcours |

## Classements WTA en fin de saison

### En simple
| Année | 1993 | 1994 | 1995 | 1996 | 1997 | 1998 | 1999 | 2000 | 2001 | 2002 | 2003 | 2004 | 2005 | 2006 | 2007 |
| Rang  | 552  | 578  | 121  | 128  | 42   | 165  | 66   | 122  | 121  | 136  | 88   | 140  | 182  | 388  | 623  |

Source : (en) « Classements de Sandra Kleinová », sur le site officiel du WTA Tour

### En double
| Année | 1993 | 1994 | 1995 | 1996 | 1997 | 1998 | 1999 | 2000 | 2001 | 2002 | 2003 | 2004 | 2005 | 2006 | 2007 |
| Rang  | 834  | 632  | 236  | 315  | 446  | 388  | 280  | 277  | 663  | 910  | 321  | -    | 348  | 618  | 748  |

Source : (en) « Classements de Sandra Kleinová », sur le site officiel du WTA Tour